# Организација за подршку женама са инвалидитетом „Из круга” Војводина
Организација за подршку женама са инвалидитетом „Из круга” Војводина доприноси унапређењу положаја жена и мушкараца са инвалидитетом. Налази се на Булевару војводе Степе 67 у Новом Саду.

## Историјат
Организација за подршку женама са инвалидитетом „Из круга” Војводина је основано 2007. године са циљем унапређења положаја жена и мушкараца са инвалидитетом кроз следеће услуге:
- Психосоцијалне и терапијско–едукативне: СОС телефон за жене изложене насиљу, психосоцијална подршка и саветовање за жене изложене насиљу и организовање гинеколошких прегледа за жене са инвалидитетом,
- Инфо центар за особе са инвалидитетом: информативна подршка путем телефона, порука, имејла и лично, издавање интернет медија „Портал о инвалидности”[3] и издавање књига у области студија инвалидности,
- Едукативне радионице са елементима радне обуке и радионице ангажоване уметности,
- Истраживачки рад и активности заговарања.

Године 2014. су покренули реализацију радионица намењене женама са инвалидитетом, а наредне је основан Клуб жена са инвалидитетом. Неке од тих радионица су јачање самопоуздања, асертивни тренинг, плетење прстима, еко–дизајн, накит и украшавање тела, декупаж, природна козметика – израда сапуна и арт терапија. Спровели су истраживања о квалитету живота жена са инвалидитетом у Војводини 2011, о сексуалности жена са моторним инвалидитетом из Војводине 2013, о искуствима жена које су преживеле насиље 2018. и о доступности служби и услуга заштите од насиља 2018. године. Добитници су годишњег признања Покрајинске владе Војводине у области равноправности полова 2015. Исте године је лидерка Удружења Свјетлана Тимотић добила признање за толеранцију Фондације „Плави Дунав” и признање за храброст Фондације „Жене имају крила”.